# Urban Federer

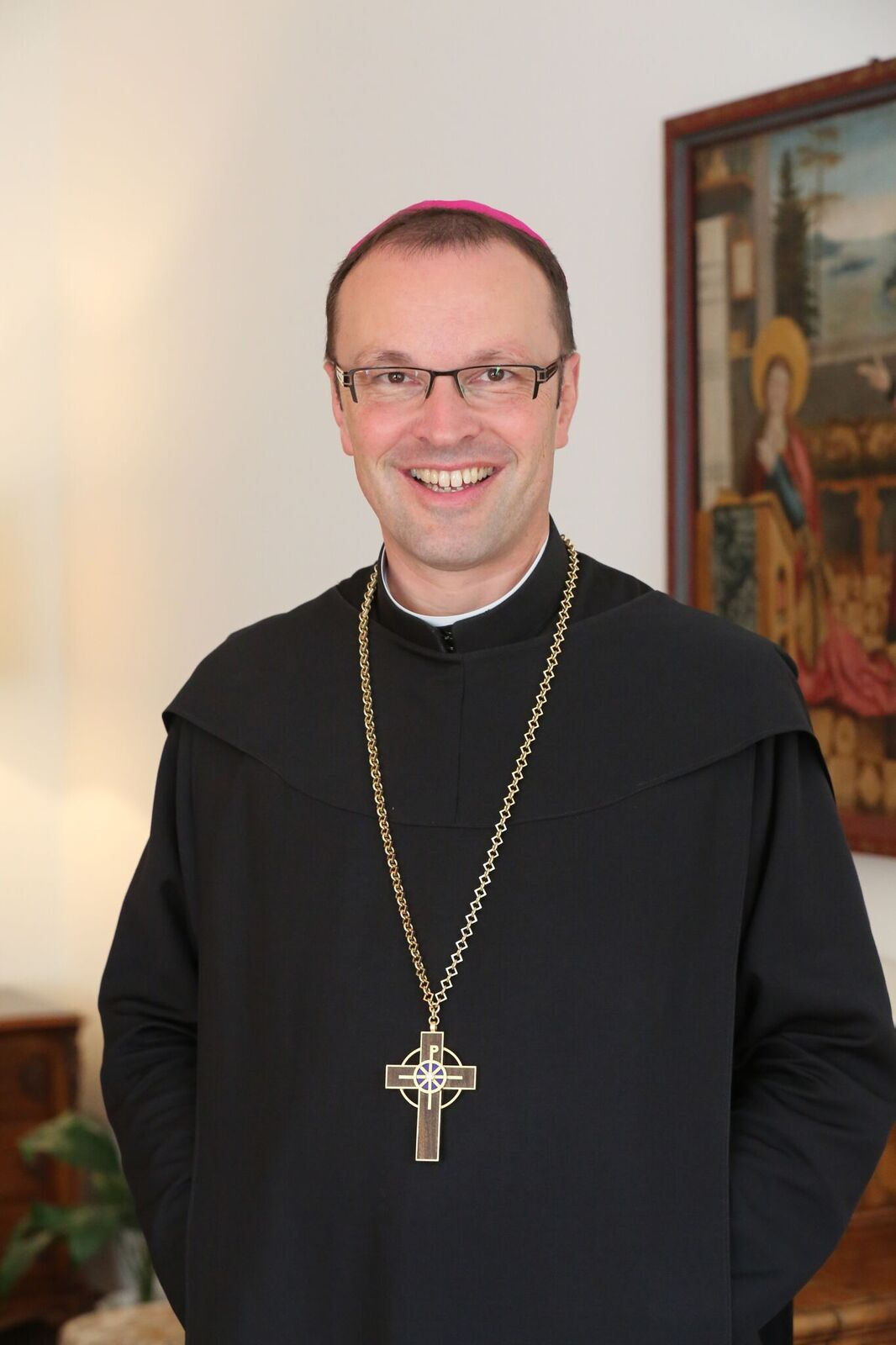
Urban Federer als Abt im Kloster Einsiedeln, vor 2017

Abtswappen von Urban Federer

Urban Federer OSB (* 17. August 1968 in Zürich-Fluntern) ist 59. Abt des Klosters Einsiedeln.

## Leben
Urban Federer wuchs in Zürich auf und besuchte von 1985 bis 1988 die Klosterschule in Einsiedeln. 1988 trat er der Ordensgemeinschaft der Benediktiner bei und begann das Noviziat im Kloster Einsiedeln. Er legte am 1. November 1992 die ewige Profess ab. Federer empfing am 11. Juni 1994 das Sakrament der Priesterweihe. Er studierte an der theologischen Hausschule des Klosters Philosophie und Theologie, anschliessend absolvierte er ein Lizenziatsstudium in Germanistik und Geschichte an der Universität Freiburg im Üchtland. Ab 2001 war er als Lehrer für Religion, Deutsch und Geschichte am Gymnasium in Einsiedeln tätig. In Deutschland absolvierte er zudem eine Ausbildung in Gregorianischem Choral. 2007 wurde er mit einer Dissertation über die mittelalterliche Germanistik (Mystische Erfahrung im literarischen Dialog) promoviert. Die Arbeit behandelt den geistigen Austausch zwischen dem Priester Heinrich von Nördlingen und der Dominikanerin Margaretha Ebner im 14. Jahrhundert.
Seit 2010 war er Dekan (Prior) und Generalvikar der Territorialabtei. Er war leitender Redakteur für die klostereigene Zeitschrift «Salve» sowie Vorstandsmitglied in der Einsiedler Welttheater-Gesellschaft. Daneben ist Federer Kantor, und als Choralmagister war er für die Pflege des Gregorianischen Chorals im Kloster zuständig.
Am 23. November 2013 wurde er von den 55 wahlberechtigten Mönchen des Konvents in Einsiedeln für die Dauer von 12 Jahren zum Abt gewählt. Papst Franziskus bestätigte die Wahl am 10. Dezember 2013. Die Abtsbenediktion durch Bischof Markus Büchel und die Amtseinführung fanden am 22. Dezember 2013 statt. Er ist zudem als Einsiedler Abt von Amtes wegen Mitglied der Schweizer Bischofskonferenz und steht auch der Benediktinerinnenabtei Fahr vor.
2017 wurde Urban Federer von Kardinal-Grossmeister Edwin Frederick Kardinal O’Brien zum Grossoffizier des Päpstlichen Ritterordens vom Heiligen Grab zu Jerusalem ernannt und am 18. März 2017 in der Abtei Saint-Maurice durch Bischof Pier Giacomo Grampa, Grossprior des Ritterordens vom Heiligen Grab zu Jerusalem, in die Schweizer Statthalterei investiert.
Federers Schwester ist die ehemalige Zürcher Nationalrätin Barbara Schmid-Federer (CVP). Er ist Mitglied der GV Corvina Einsiedeln sowie der AV Fryburgia im Schweizerischen Studentenverein (Schw. StV).

## Schriften
- «Ich bit dich, das du mich wol mit im verrichtest»: Die Funktionen von Autor und Adressatin in den Briefen Heinrichs von Nördlingen an Margaretha Ebner. Freiburg 1999.
- Mystische Erfahrung im literarischen Dialog: die Briefe Heinrichs von Nördlingen an Margaretha Ebner. Berlin 2011.
- Vom Rhythmus der Ewigkeit – oder warum der Westen singen sollte. In: Claudia Schmidt-Hahn (Hrsg.): Orientierung. Innsbruck 2014 (Disputationes 2013), S. 70–75.
- Margareta Ebner – ein Vorbild der Gottesfreundschaft. In: Elias H. Füllenbach (Hrsg.): Mehr als Schwarz und Weiß. 800 Jahre Dominikanerorden. Regensburg 2016, S. 222–233.
- Die Paulus-Akademie in den Brennpunkten der Kunst. In: Stephan Wirz (Hrsg.): Fragen zur Zeit. 50 Jahre Paulus Akademie. Zürich 2016, S. 137f.
- «ein guet exempel» – Bruder Klaus und seine Gedächtniskultur in Einsiedeln. In: Roland Gröbli, Heidi Kronenberg, Markus Ries u. Thomas Wallimann-Sasaki (Hrsg.): Mystiker, Mittler, Mensch. 600 Jahre Niklaus von Flüe. Zürich 2016, S. 316–320.
- Eine benediktinische Antwort auf die Flüchtlingsfrage. In: Erbe und Auftrag 93 (2017), S. 99–103.
- Quellen der Gottesfreundschaft. Mit Abt Urban durch das Kirchenjahr. Einsiedeln 2018.